# オースチン・モーター・カンパニー

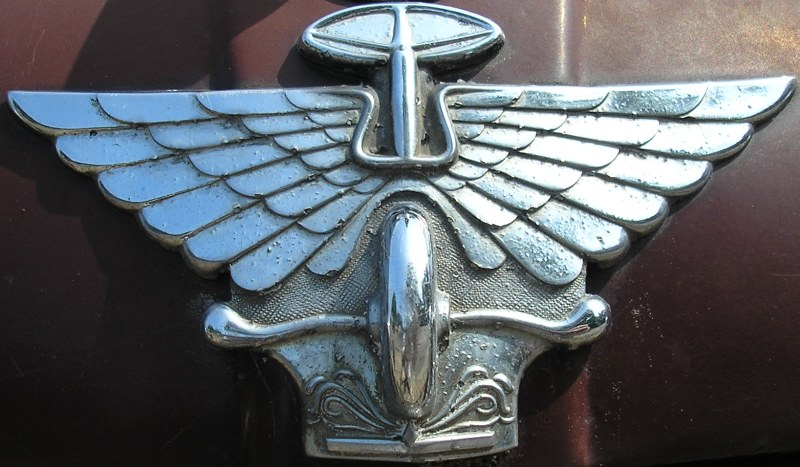
オースチンのボンネットの装飾品

オースチン（The Austin Motor Company ）はイギリスの自動車メーカー。1905年創立。1952年にブリティッシュ・モーター・コーポレーション（BMC）傘下企業となったが、BMC後継企業の自動車ブランドとして1987年まで使用された。現在、中華人民共和国の有力メーカー、南京汽車がその商標権を保持している。オースティンと表記される場合もある。

## 歴史

### ハーバート・オースチン時代（1905年-1941年）

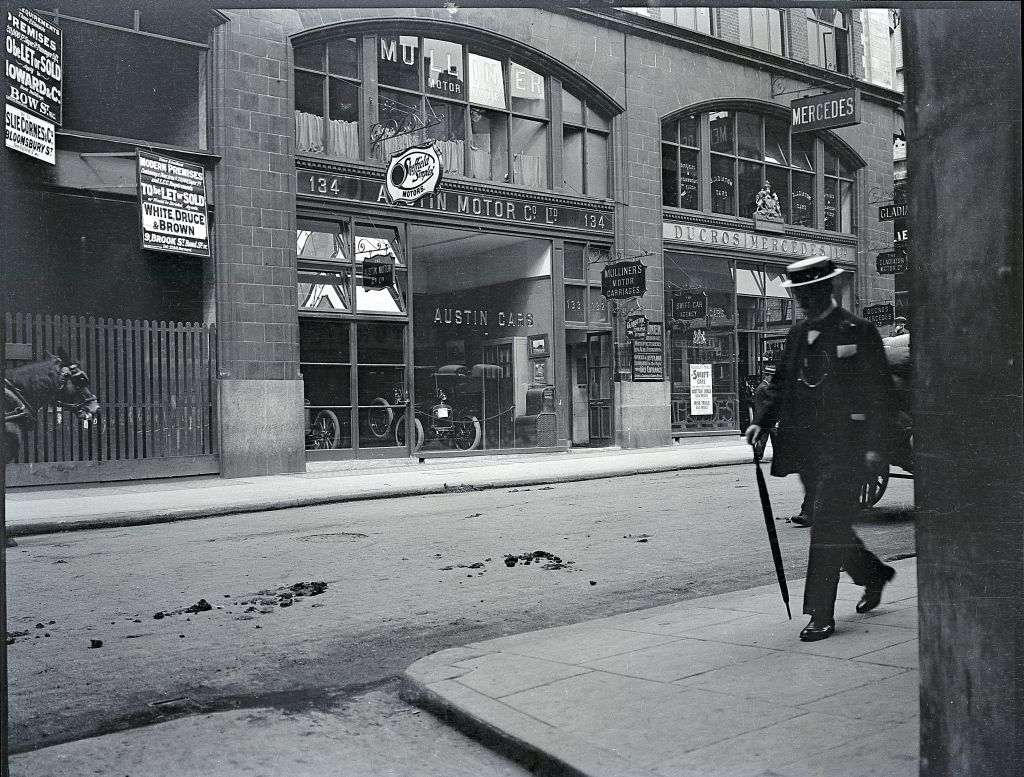
1910年頃、ロンドン ロング・エイカー通りにあったオースチンモータースのショールーム。

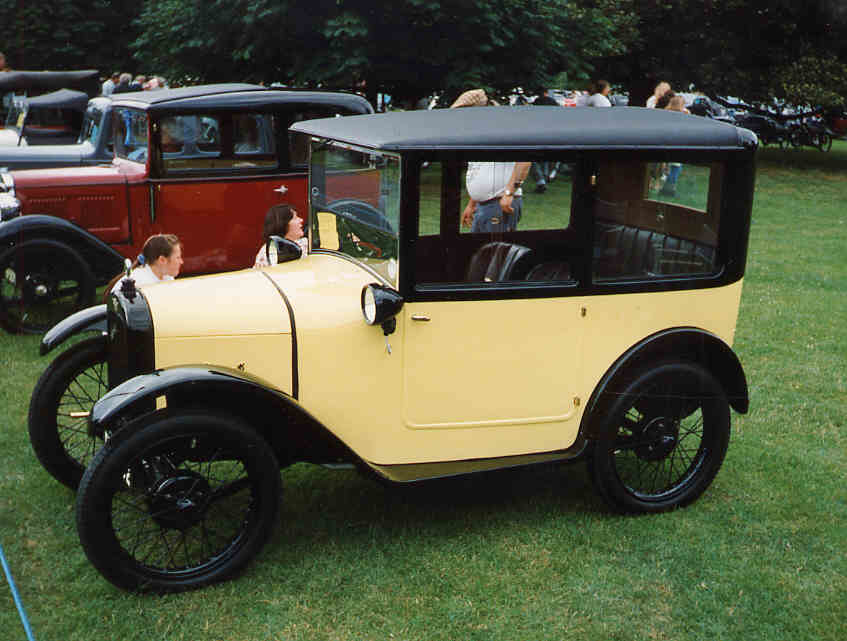
オースチン 7 ボックスサルーン1926年型

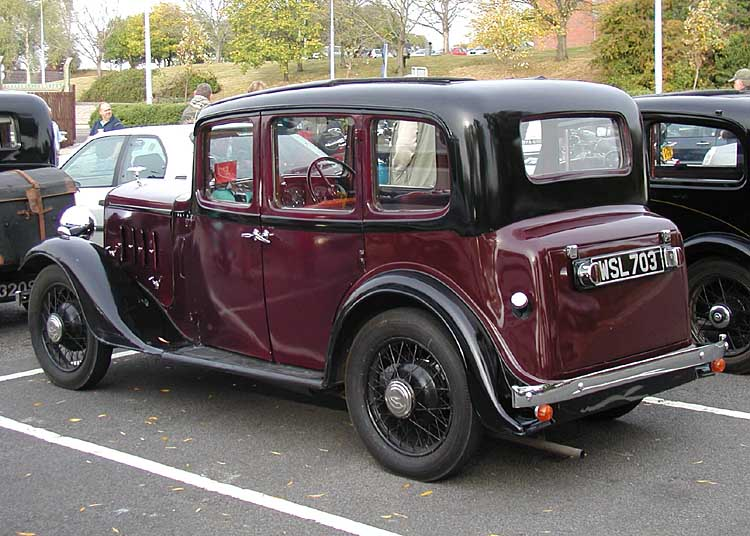
オースチン・12 hp アスコット1935年型

のちハーバート卿と呼ばれるハーバート・オースチン（1866–1941）はウーズレー・ツール&モーター・カー・カンパニーの工場長で、ウーズレー社で1896年には自動車を製作していた。1905年にオースチン・モーター・カンパニー（The Austin Motor Company）をロングブリッジに設立し、のちウスターシャーに移る（ロングブリッジは1911年にバーミンガムとなっている）。最初の車は保守的な排気量5リッター直列4気筒のチェーン駆動モデルで、5年間で約200台を生産した。第一次世界大戦中英国政府の調達を受け、大砲から飛行機まであらゆるものを製造し、2,500人だった従業員は22,000人へと増えた。これによりオースチンは大変な成長を遂げた。
戦後、ハーバート・オースチンは3.620 cc、出力20 hpのエンジンを中心としたワンモデル・ポリシーを掲げる。一つのエンジンで乗用車、商用車、そしてトラクターまでをも製作しようとしたものの、膨れ上がった工場規模を満たすだけの需要は起きず、1921年に管財人の手に委ねられる。しかし、そこで金銭面を整理したのち会社は再び開花することになる。1922年、1,661 ccのオースチン・12（トゥエルブ）、続いてオースチン・ 7（セブン）が小型車市場に投入された。
特に7は、小型で簡素、そして価格を抑えるなど、かなり早い時代に大衆車市場を狙ったモデルと言える。しかも、ドイツのBMWが最初の自動車として発売したデキシー（Dixi）をはじめ、米国のバンタム（Bantam）、フランスのローザンギャール（Rosengart）でもライセンス生産が行なわれるなど、大きな成功を収めた。日本のダット自動車が製作したダットソンは、ライセンスを受けていなかったが、「7」の車両デザインを使用し、非常に似た車両となっている。日産自動車の社史では触れられていないが、オースチンの社史では日産との関係があることが触れられている。
1929年から1934年までは米国子会社がアメリカン・オースチン・カー・カンパニー（American Austin Car Company）として活動した。この会社は1937年から1941年にはアメリカン・バンタム（American Bantam）として再興している。
オースチンは7により、最悪の恐慌時を切り抜け、1930年まで利益を確保し続けた。数多くのシリーズを生産し、順次オールスチールボディ、ガーリング製ブレーキ、シンクロメッシュ付きトランスミッションに切り替えられていった。エンジンだけはサイドバルブのままだった。1938年には、宿敵のモーリスからレナード・ロード（レナード卿、1896–1967）を役員に迎え入れる。1941年にハーバート・オースチンが亡くなるとロードは会長職に付く。

### レナード・ロード時代（1941年-1967年）
第二次世界大戦中も、オースチンは車の製造を続ける一方で、トラックと飛行機も生産した。1944年には後に戦後型となる車を発表し、1945年に生産を開始している。戦争直後のシリーズは1930年代後半のものと大きく変わってはいなかったが、オースチン初の16hpOHVエンジンを搭載していた。
1952年にナッフィールド・オーガニゼーションと合併し、ブリティッシュ・モーター・コーポレーション（BMC）となる。レオナルド・ロードがBMCでもトップとなり、オースチンは新会社での覇権を握った。ここでオースチン製エンジンがほとんどの車で使われるようになる。

#### 日産でのライセンス生産
また、1952年、日産自動車とオースチン車2000台をノックダウン生産し、オースチン・ブランドで販売する契約を結ぶ。この契約には3年以内に部品すべてをローカライズ（日本国の視点では「国産化」）する条項も盛り込まれていた。A40にはデボン（Devon）、サマーセット（Somerset）、ケンブリッジ（Cambridge）の3世代があり、日産自動車はノックダウンでサマーセットを組立・販売した。
英国でのA40は、1954年にサマーセットからモノコックボディとなったケンブリッジへ置き換えられていた。ケンブリッジはA40、A50、A55、A60の各モデルが作られたが、日産自動車は1.5リットルエンジンのA50を選択、ノックダウン生産を継続し、販売した。部品は順次日本製に置き換えられ、1956年からは全ての部品が日本製となり、A50は以後「完全国産化」されて販売されたが、当時の日本車としては超高級車だった。のちにセドリックがその後継となる。

#### ミニ誕生

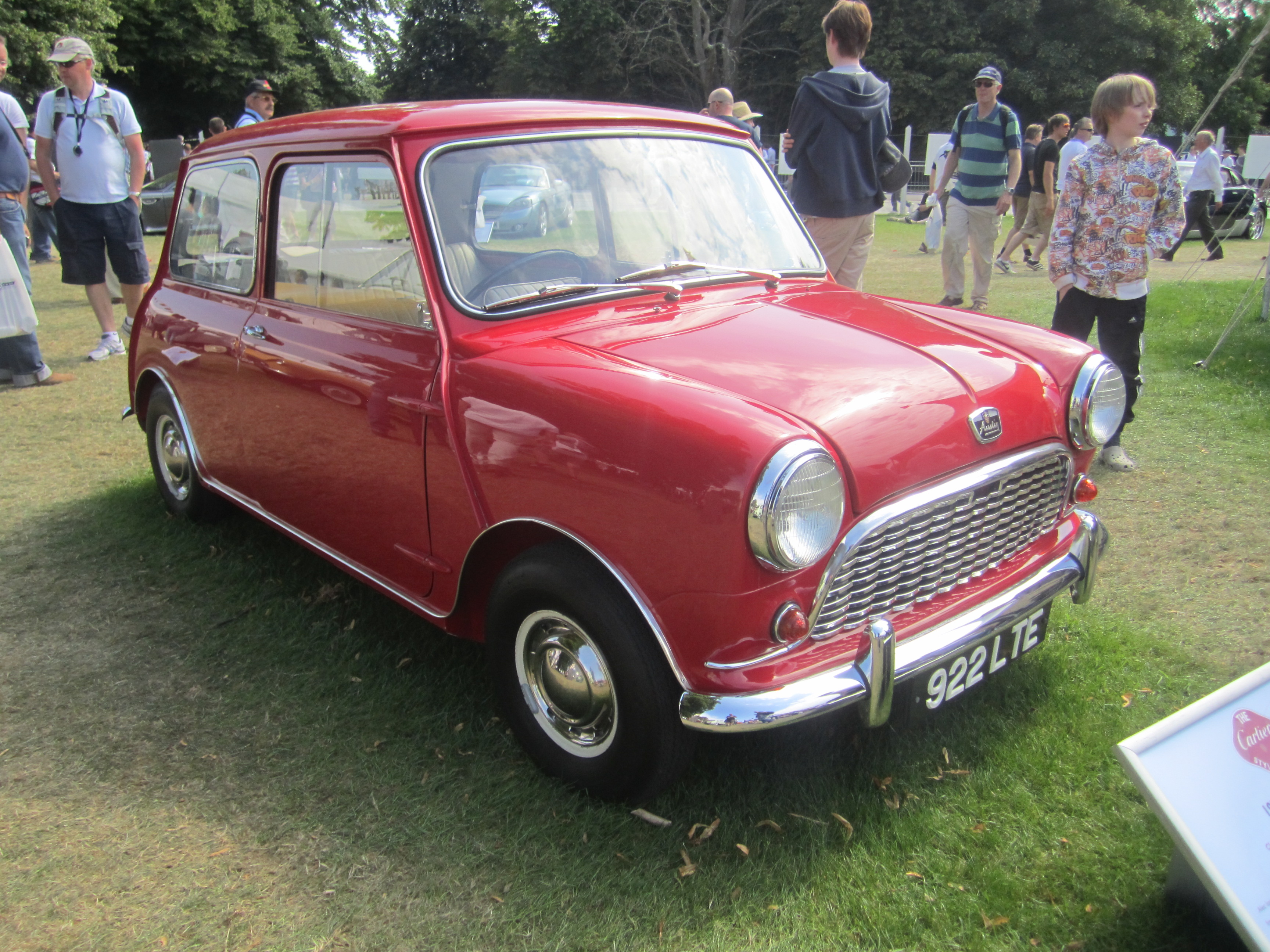
7（ミニ マーク I ）
オースチン版はさざなみグリルが特徴

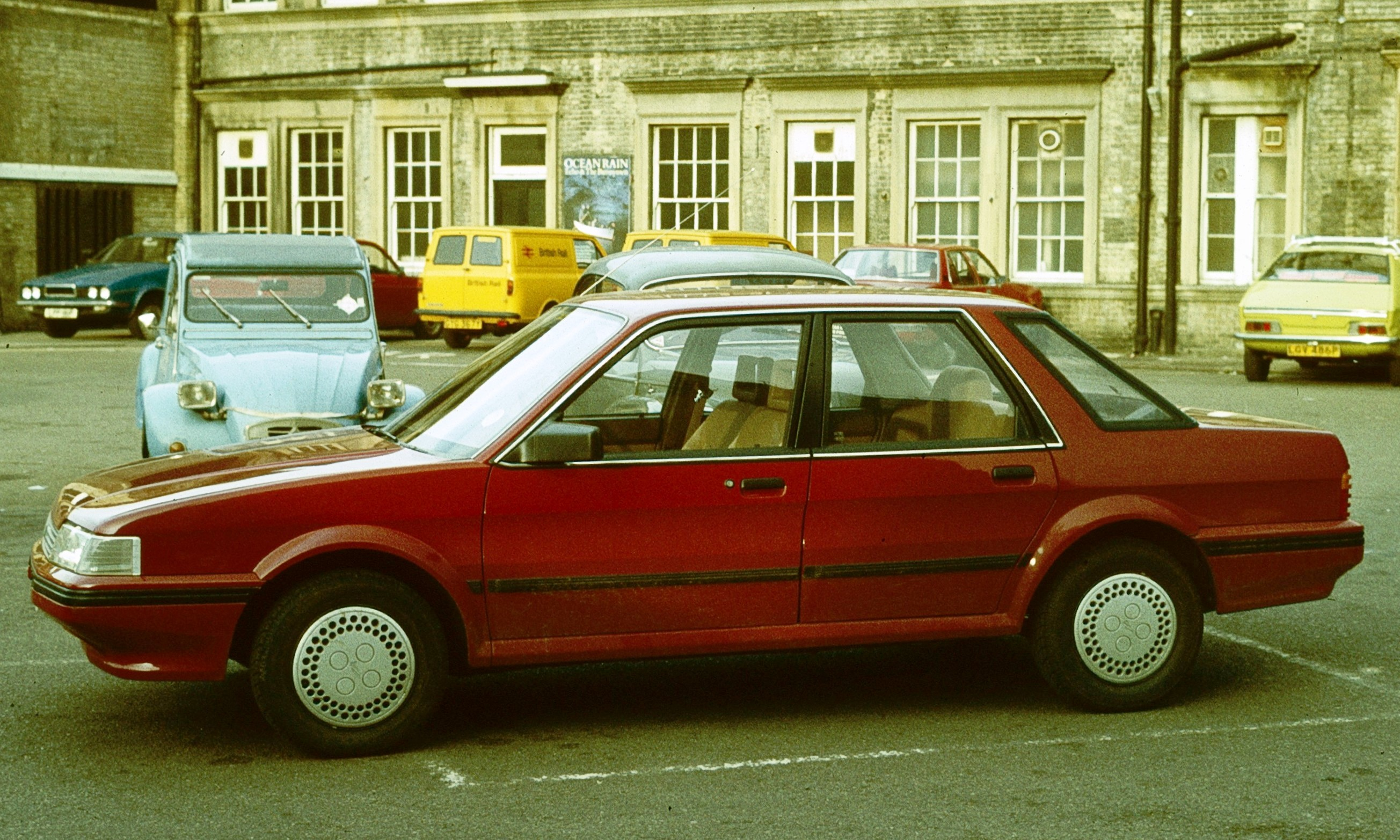
モンテゴ

1956年、スエズ危機終結により石油の枯渇がささやかれると、ロードはアレック・イシゴニスに新車の開発を依頼、その結果、革命的といわれるMini（ミニ）が1959年に誕生する。ミニはモーリスとオースチンの2つのブランドから販売され、それぞれの車名は、モーリス版が「ミニ マイナー」、オースチン版が「7（セブン）」となった。
横置きエンジンの前輪駆動で、ギアボックスをオイルパン内部に置き、エンジンオイルをその潤滑にも使うというイシゴニスのパッケージコンセプトは、1963年のオースチン・1100、1964年のオースチン・1800、1969年のオースチン・マキシ、1973年のオースチン・アレグロ、1980年のオースチン・メトロに至るまで貫かれている。

### 混迷の時代（1968年-1995年）
1982年に、ブリティッシュ・レイランドはオースチン・ローバー・グループと社名を変更。オースチンは「低価格ブランド」と位置づけられる。メトロ、マエストロ、モンテゴでのつくりの悪さと錆の問題が悪評を呼び、オースチンブランドは1987年に終息する。
なお1979年にオースチン・ローバー・グループは日本の本田技研と提携し、1980年代に入り、トライアンフやローバーブランドでホンダのモデルをベースにしたバッジエンジニアリング車や共同開発車種を送り出した。
その後オースチン・ローバー・グループはローバー・グループへと名称を変更し、さらに1988年には経営権をブリティッシュ・エアロスペース・グループへと売り渡すこととなった。

### BMW、南京汽車の傘下へ（1995年-）
オースチンの商標権は1995年に行われたローバー・グループの買収によりBMWに渡り、その後MGローバーに売却された。しかし、MGローバーの破綻により、現在では歴史的価値のあるロングブリッジの組立工場とともにオースチン・ブランドは、中華人民共和国の南京汽車が所有するところとなっている。2006年5月の南京国際博覧会において、南京汽車のワン社長は「オースチンの名前はMGローバーモデルの改良版に使用するかもしれない、少なくとも中国国内市場では」と語っている。

## 車種一覧
- オースチン・7(セブン)
- オースチン・A30
- オースチン・A35
- オースチン・A40 デボン
- オースチン・A40サマーセット
- オースチン・A40 ファリーナ
- オースチン・A50・ケンブリッジ
- オースチン・ミニ
- オースチン・1100
- オースチン・1800
- オースチン・3リッター
- オースチン・マキシ
- オースチン・アレグロ
- オースチン・メトロ
- オースチン・マエストロ
- オースチン・モンテゴ
- オースチン・ヒーレー

## 参照
1. ↑  en:Austin 7
2. ↑  や1932年型ダットソン・クーペ